# Lázaro Cárdenas, Durango
Lázaro Cárdenas är en ort i Mexiko.   Den ligger i kommunen Gómez Palacio och delstaten Durango, i den centrala delen av landet, 800 km nordväst om huvudstaden Mexico City. Lázaro Cárdenas ligger 1 111 meter över havet och antalet invånare är 194.
Terrängen runt Lázaro Cárdenas är huvudsakligen platt, men åt sydväst är den kuperad. Runt Lázaro Cárdenas är det tätbefolkat, med 308 invånare per kvadratkilometer. Närmaste större samhälle är Poanas, 4,0 km söder om Lázaro Cárdenas. Trakten runt Lázaro Cárdenas består till största delen av jordbruksmark.